# Chet Baker
Chesney Henry Baker, detto Chet (Yale, 23 dicembre 1929 – Amsterdam, 13 maggio 1988), è stato un trombettista e cantante statunitense di musica jazz, noto per il suo stile lirico e intimista e per essere stato tra i principali esponenti del genere conosciuto come cool jazz.

## Biografia

### Inizi

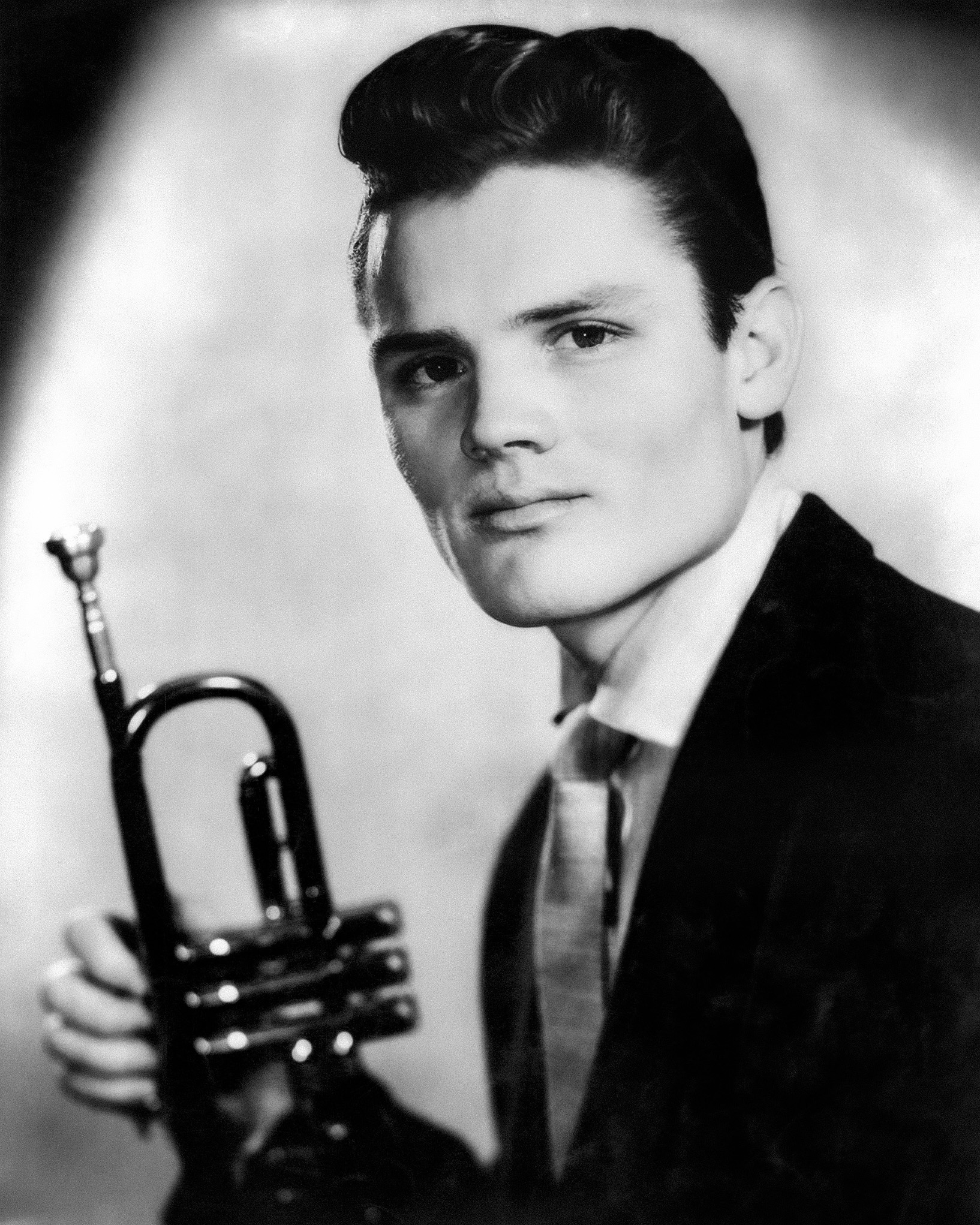
Chet Baker nel 1955

Figlio del chitarrista Chesney Henry Baker, Sr. e di Vera Moser, ex pianista che lavorava in una profumeria, Chet Baker nacque nel 1929 a Yale nello stato americano dell'Oklahoma. Nel 1940 la sua famiglia si trasferì a Glendale in California. Da bambino si avvicinò alla musica cantando in concorsi amatoriali e nel coro della chiesa. Da giovane, il padre gli comprò un trombone, che fu poi sostituito da una tromba essendo il primo troppo grande per il ragazzo. La sua prima formazione musicale si tenne presso la Glendale Junior High School, anche se il suo apprendimento fu principalmente intuitivo (in un'intervista degli anni 1970, Baker dichiarò di essere in grado di leggere una melodia, ma che le sigle degli accordi non avevano per lui alcun significato). Nel 1946, a sedici anni, lasciò la scuola e si arruolò nell'esercito.
Inviato a Berlino, suonò nella Banda del 298ª Armata dell'Esercito. Dopo il suo ritorno nel 1948, studiò teoria e armonia musicale al El Camino College di Los Angeles; nel frattempo si esibiva in jazz club, finendo per abbandonare gli studi al secondo anno di corso. Nel 1950 si arruolò nuovamente nell'esercito e divenne membro della Banda della Sesta Armata dell'Esercito al Presidio di San Francisco. Nella città continuò a esibirsi in numerosi club, tra cui il Bop City e il Black Hawkin. In seguito a test psichiatrici, fu ritenuto inadatto alla vita militare: ottenne così il congedo definitivo dall'esercito che gli permise di dedicarsi alla carriera professionistica nel mondo del jazz.

### Carriera

Baker e Franco Cerri nel 1962

Dopo essersi trasferito nella California meridionale, le prime performance notevoli furono con la band del sassofonista Vido Musso e con il sassofonista tenore Stan Getz. Ebbe però maggiore successo come trombettista a partire dall'estate del 1952, quando fu scelto da Charlie Parker per suonare nella sua band in una serie di concerti sulla West Coast. Alla fine del tour, iniziò a suonare nel quartetto di Gerry Mulligan, un gruppo composto solo di sax baritono, tromba, basso e batteria, senza pianoforte, che acquistò notorietà esibendosi nella discoteca Haig e ottenendo un contratto con la nuova etichetta discografica Pacific Jazz Records (poi noto come World Records Pacific). La band si distinse per l'interazione tra il sax baritono di Mulligan e la tromba di Baker. Piuttosto che suonare linee melodiche all'unisono come i giganti del bebop Charlie Parker e Dizzy Gillespie, i due svilupparono frasi musicali attingendo a tecniche contrappuntistiche. Baker divenne una delle punte di diamante del quartetto per via delle sue capacità espressive fuori dal comune: in particolare, divenne noto grazie all'interpretazione di My Funny Valentine nel primo LP della band, Gerry Mulligan Quartet.
Dopo il declino quasi immediato del gruppo per via dei problemi di droga di Mulligan (che fu in carcere per un certo periodo) e per i disaccordi economici e caratteriali fra lui e Gerry, Baker fondò una propria jazz band, in cui, oltre a suonare la tromba, copriva anche il ruolo di cantante. Nel 1954 Chet Baker vinse il premio di migliore strumentista nel sondaggio della rivista Down Beat, battendo tra gli altri anche Miles Davis, Dizzy Gillespie e l'astro nascente Clifford Brown. Nel corso delle sue tournée suonò spesso in Italia, dove nel 1959 e nel 1960 incise alcuni dischi con l’orchestra del Maestro Ezio Leoni (pseudonimo artistico Len Mercer) che includeva musicisti italiani quali Franco Cerri, Gianni Basso, Renato Sellani, Glauco Masetti, Franco Mondini e Fausto Papetti. Suonò anche con il pianista Luca Flores, morto poi suicida. Di rilievo anche le sue collaborazioni con il compositore Piero Umiliani, tra cui quella per i molto conosciuti brani del film Audace colpo dei soliti ignoti. La sua presenza in Italia gli permise di acquisire un discreto uso della lingua italiana.

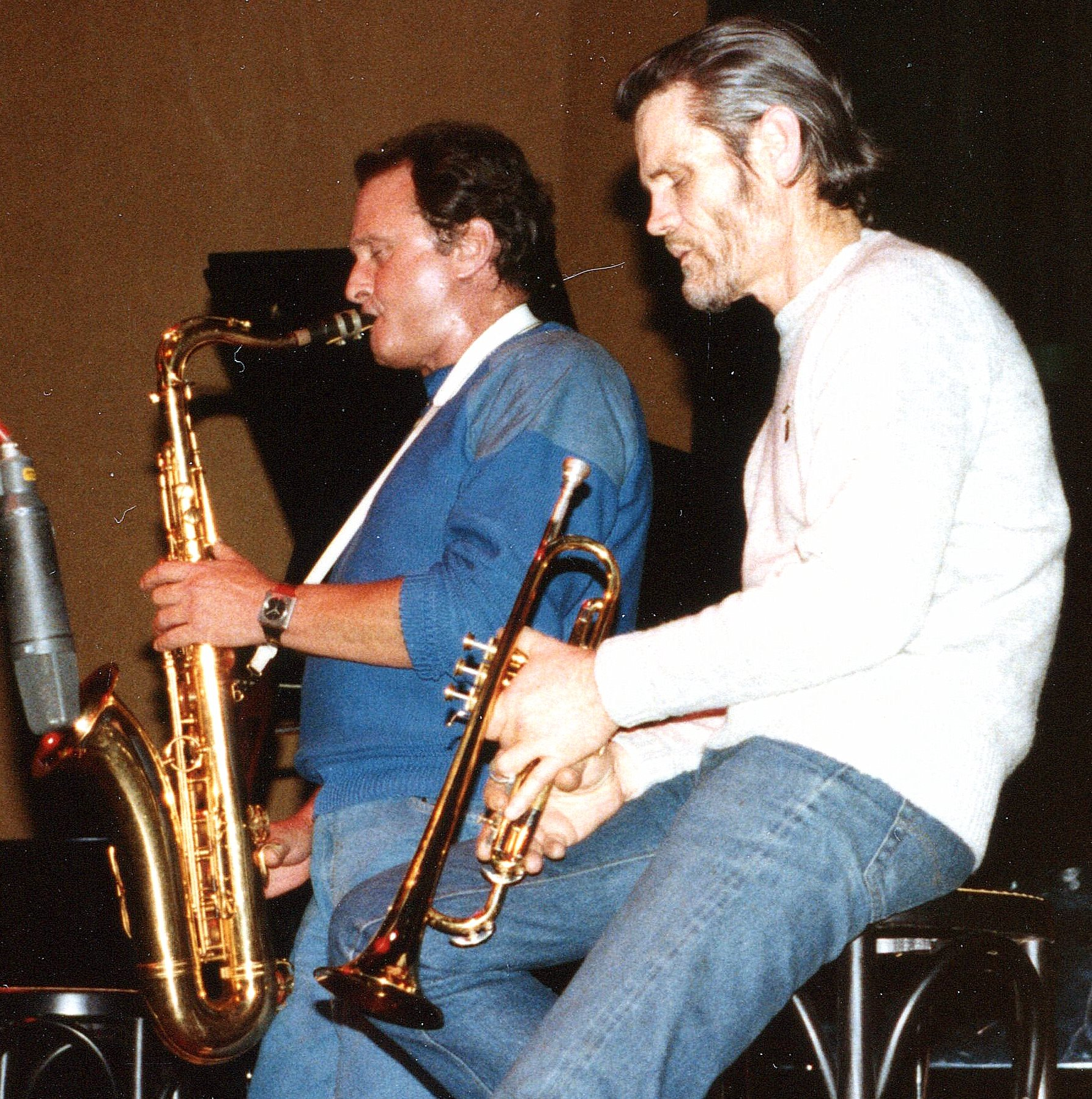
Stan Getz e Baker nel 1983

A partire dai primi anni sessanta, Baker iniziò anche a suonare il flicorno soprano durante le sue esibizioni. Tuttavia, la carriera di Chet Baker fu caratterizzata dai suoi problemi di droga, che ebbero un impatto notevole sul successivo declino della stessa. In particolare, la sua dipendenza dall'eroina gli causò numerosi problemi legali, inclusa una detenzione di oltre un anno in Italia nel carcere di Lucca, così come le successive espulsioni da Germania Ovest e Inghilterra.
Nel 1966 Baker sparì dalla scena a causa di gravi problemi ai denti anteriori, che dovette farsi estrarre. La causa di questi problemi non è mai stata completamente chiarita. Baker raccontò spesso di essere finito in una rissa dopo un concerto e di essere stato aggredito da alcuni uomini di colore che gli avevano spaccato una bottiglia in faccia, lacerandogli le labbra e danneggiandogli i denti anteriori. La veridicità di questo racconto è sempre stata dubbia: molti amici e conoscenti parlarono di un confronto con uno spacciatore dovuto a problemi di pagamento di una fornitura di droga. Pare anche che l'uso dell'eroina avesse già lasciato il segno sulla sua dentatura. È comunque certo che dovette farsi estrarre i denti perché non riusciva più a suonare a causa del dolore che gli provocavano. Dopo qualche tempo, Dizzy Gillespie lo riconobbe come commesso di una pompa di benzina e lo aiutò a rimettersi in sesto, facendogli anche trovare i soldi per sistemarsi la bocca. Baker capì che era arrivato il momento di trovare la strada per tornare a fare musica, ma dovette imparare a suonare la tromba con la dentiera, cosa considerata estremamente difficile, e il suo stile dovette adeguarsi.
Parzialmente disintossicato, Chet Baker si trasferì a New York, dove ricominciò a registrare con altri rinomati musicisti jazz, come Jim Hall (con cui incise l'ottimo "Concierto"), per poi infine ritornare a vivere in Europa. Famosa la sua collaborazione con l'artista inglese Elvis Costello, e celebre il suo commovente assolo di tromba nella canzone Shipbuilding. Baker si trasferì quasi permanentemente fuori dagli Stati Uniti, frequentando soprattutto l'Europa - dove aveva diversi amici tra i musicisti - e tornando spesso in Olanda, dove le permissive leggi sui narcotici gli permettevano di soddisfare in maniera relativamente facile la sua dipendenza, che era ormai tornata ai livelli consueti.

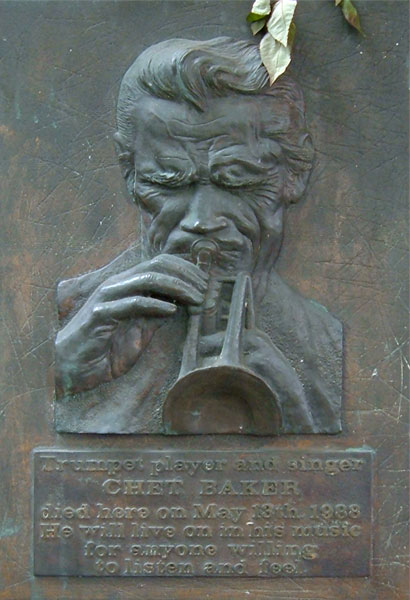
Targa commemorativa di Baker, sulla facciata del Prins Hendrik Hotel di Amsterdam

Durante gli anni ottanta Baker frequentò molto il pianista italiano Enrico Pieranunzi. Un famoso brano che erano soliti suonare è Night Bird, scritto dallo stesso Pieranunzi. Chet Baker amava molto questa melodia che fu incisa con vari musicisti tra cui Charlie Haden e Billy Higgins. Nell'ultimo periodo Baker collaborò anche con il flautista italiano Nicola Stilo, che era una sua scoperta e che gli rimase accanto fino agli ultimi giorni di vita. Durante le sue visite in Italia, amava fermarsi a Roma dove la sera sapeva di poter incontrare molti dei suoi amici musicisti in un locale di Trastevere, il Manuia, in voga negli anni ottanta e ritrovo di musicisti e gente dello spettacolo. Al Manuia incontrò il pianista e cantante brasiliano Jim Porto con cui poi avrebbe inciso Rio, vinile prodotto nel 1983 da Sandro Melaranci con arrangiamenti di Rique Pantoja, e venne in contatto con Monique Gardenberg, a quel tempo produttrice e agente di Djavan, che lo invitò come ospite a due eventi del Free Jazz Festival del 1985 di Rio de Janeiro e di San Paolo, dove Chet poté lasciare, come era suo desiderio, una testimonianza del suo talento al Brasile.

### La morte
Il 13 maggio 1988 Chet Baker morì cadendo da una finestra del Prins Hendrik Hotel di Amsterdam; secondo le indagini si trattò di suicidio o caduta accidentale sotto l'effetto di droghe. Secondo altre versioni, considerate inattendibili, potrebbe essere stato gettato dalla finestra da uno spacciatore dopo una rissa. La targa posta a memoria all'esterno dell'albergo recita:
(Dall'iscrizione commemorativa di Chet Baker)
Chet Baker fu sepolto nel cimitero di Inglewood, in California. Baker ha lasciato numerosissime registrazioni, molte delle quali eseguite essenzialmente per il suo continuo bisogno di soldi per le droghe. Di conseguenza, la sua discografia è considerata poco omogenea, sebbene secondo alcuni critici sia intuibile una maggiore maturità artistica nelle ultime registrazioni.

## Premi e riconoscimenti
- Nel 1987 è stato incluso nella Big Band and Jazz Hall of Fame.
- Nel 1989 è stato inserito nella Jazz Hall of Fame da un sondaggio della rivista Down Beat.
- Nel 1991 è stato incluso nella Oklahoma Jazz Hall of Fame.
- Nel 2005 il governatore dell'Oklahoma Brad Henry e la Camera dei rappresentanti dell'Oklahoma hanno proclamato il 2 luglio il "Chet Baker Day".

## Curiosità
- Chet Baker suonò diverse trombe durante la sua carriera, in particolare una Martin Committee negli anni '50 e una Conn Constellation dagli anni '60 in poi.
- Una versione di WordPress, la piattaforma di "personal publishing", è stata denominata in onore del famoso trombettista e vocalist (Wordpress 2.8 Baker)[6].
- Chet Baker, in trasferta in Italia nel 1960, partecipò con un piccolo ruolo al film musicale Urlatori alla sbarra.
- Ha posseduto una Alfa Romeo 75 Twin Spark rossa di cui andava orgoglioso e che guidava durante le sue tournée in Italia e in Europa.
- Nel 2019 esce per la casa editrice Shockdom il volume “5 minuti 2 volte al giorno” scritto da Marco Di Grazia e disegnato da Cristiano Soldatich che narra del suo periodo di detenzione a Lucca.

## Discografia
- 1953 – Chet Baker Quartet (Pacific Jazz Records, PJLP-3) a nome "Chet Baker Quartet"
- 1953 – Chet Baker Quartet Featuring Russ Freeman (Pacific Jazz Records, PJLP-6) a nome "Chet Baker Quartet Featuring Russ Freeman"
- 1954 – Chet Baker & Strings (Columbia Records, CL 549)
- 1954 – Chet Baker Ensemble (Pacific Jazz Records, PJLP-9) a nome "Chet Baker Ensemble"
- 1954 – Chet Baker Sings (Pacific Jazz Records, PJLP-11)
- 1954 – Chet Baker Sextet (Pacific Jazz Records, PJLP-15) a nome "Chet Baker Sextet"
- 1955 – Chet Baker Sings and Plays (Pacific Jazz Records, PJ-1202)
- 1955 – Jazz at Ann Arbor (Pacific Jazz Records, PJ 1203) a nome "Chet Baker Quartet"
- 1955 – Chet Baker Quartet Vol. 1 (Barclay Records, 84009) pubblicato in Francia
- 1955 – The Trumpet Artistry of Chet Baker (Pacific Jazz Records, PJ 1206)
- 1956 – Chet Baker Quartet Vol. 2 (Barclay Records, 84017) pubblicato in Francia
- 1956 – Chet Baker in Europe: A Jazz Tour of the NATO Countries (Pacific Jazz Records, PJ 1218) raccolta degli album già pubblicati dalla Barclay Records (Vol. 1 e Vol. 2)
- 1957 – Chet Baker & Crew (Pacific Jazz Records, PJ 1224) a nome "Chet Baker & Crew"
- 1957 – Chet Baker Big Band (Pacific Jazz Records, PJ-1229)
- 1957 – Chet Baker and His Quintet with Bobby Jaspar (Barclay Records, 84042) pubblicato in Francia
- 1957 – Theme Music from "The James Dean Story" (World Pacific Records, P 2005) a nome Chet Baker & Bud Shank
- 1957 – Quartet: Russ Freeman/Chet Baker (World Pacific Jazz Records, PJ-1232) a nome Chet Baker Quartet
- 1958 – Playboys (World Pacific Records, PJ-1234) a nome "Chet Baker & Art Pepper", ripubblicato nel 1961 con il titolo Picture of Heath (Pacific Jazz, PJ-18)
- 1958 – Stan Meets Chet (Verve Records, MGV 8263) a nome Stan Getz Chet Baker
- 1958 – Reunion with Chet Baker (World Pacific Records, PJ-1241) a nome The Gerry Mulligan Quartet
- 1958 – It Could Happen to You: Chet Baker Sings (Riverside Records, RLP 12-278/RLP-1120)
- 1958 – Chet Baker in New York (Riverside Records, RLP 12-281/RLP-1119)
- 1958 – Pretty/Groovy (World Pacific Records, WP 1249) raccolta
- 1959 – Chet Baker Introduces Johnny Pace Accompanied by The Chet Baker Quintet (Riverside Records, RLP 12-292/RLP-1130) a nome Chet Baker Introduces Johnny Pace Accompanied by The Chet Baker Quintet
- 1959 – Chet (Riverside Records, RLP 12-299/RLP-1135)
- 1959 – Chet Baker Plays the Best of Lerner & Loewe (Riverside Records, RLP 12-307/RLP-1152)
- 1960 – Chet Baker in Milan (Jazzland Records, JLP-18/JLP-918) pubblicato in Italia con il titolo Sextet & Quartet
- 1960 – Chet Baker with Fifty Italian Strings (Jazzland Records, JLP-21/JLP-921)
- 1962 – Chet Is Back! (RCA Victor Records, PML 10307) pubblicato in Italia, a nome Chet Baker Sextet
- 1963 – Chet Baker Quintette (Crown Records, CLP 5317) a nome Chet Baker Quintette
- 1963 – Timeless (Pacific Jazz Records, PJ-75) a nome Gerry Mulligan / Chet Baker, raccolta
- 1964 – The Most Important Jazz Album of 1964/65 (Colpix Records, CP 476)
- 1965 – Baby Breeze (Limelight Records, LM-82003/LS-86003)
- 1965 – Baker's Holiday (Limelight Records, LM-82019/LS-86019)
- 1966 – A Taste of Tequila (World Pacific Records, WP-1839/WPS-21839) a nome The Mariachi Brass! Featuring Chet Baker
- 1966 – Michelle (World Pacific Records, WP-1840/WPS-21840) a nome Bud Shank Featuring Chet Baker
- 1966 – Smokin' with The Chet Baker Quintet (Prestige Records, PRLP/PRST-7449) a nome Chet Baker Quintet
- 1966 – Hats Off (World Pacific Records, WP-1842/WPS-21842) a nome The Mariachi Brass! Featuring Chet Baker
- 1966 – Quietly There (World Pacific Records, WP-1847/WPS-21847)
- 1966 – Double-Shot (World Pacific Records, WP-1852/WPS-21852) a nome The Mariachi Brass! Featuring Chet Baker
- 1966 – Groovin' with The Chet Baker Quintet (Prestige Records, PRLP/PRST-7460) a nome The Chet Baker Quintet
- 1967 – Into My Life (World Pacific Records, WP-1858/WPS-21858) a nome Chet Baker and The Carmel Strings
- 1967 – In the Mood (World Pacific Records, WP-1858/WPS-21858) a nome The Mariachi Brass! Featuring Chet Baker
- 1967 – Comin' On with The Chet Baker Quintet (Prestige Records, PRLP/PRST-7478) a nome The Chet Baker Quintet
- 1967 – Cool Burnin' with The Chet Baker Quintet (Prestige Records, PRLP/PRST-7496) a nome The Chet Baker Quintet
- 1968 – Boppin' with The Chet Baker Quintet (Prestige Records, PRLP/PRST-7512) a nome The Chet Baker Quintet
- 1968 – Chet Baker Plays and Sings (World Pacific Jazz Records, ST-20138) raccolta
- 1969 – Timeless (World Pacific Records, ST 20146) riedizione di PJ-75 del 1963
- 1970 – Blood, Chet and Tears (Verve Records, V6-8798)
- 1972 – Mulligan/Baker (Prestige Records, P 24016) raccolta
- 1973 – Albert's House (Beverly Hills Records, BH 1134)
- 1975 – She Was Too Good to Me (CTI Records, CTI 6050 S1)
- 1975 – Chet Baker in Paris (1955-1956) (Blue Star Records, 80.704/05) raccolta, 2 LP, pubblicato in Francia, ripubblicato nel 1983 in Giappone
- 1975 – Carnegie Hall Concert: Volume 1&2 (CTI Records, CTI 6054 S1/CTI 6055 S1) 2 LP Live
- 1977 – The Incredible Chet Baker Plays and Sings (Carosello Records, CLN 25075) pubblicato in Italia
- 1977 – You Can't Go Home Again (Horizon Records, SP 726)
- 1979 – All Blues (Bingow Records, BGW 3103) a nome Rachel Gould Chet Baker, pubblicato in Francia
- 1979 – Ballads for Two (Sandra Records, SMP 2102) a nome Chet Baker  Wolfgang Lackerschmid, pubblicato in Germania
- 1979 – Broken Wing (Sonopresse Records, 2C 068 16685) pubblicato in Francia
- 1979 – Rendez-vous (Bingow Records, BGW 04) a nome Chet Baker / Jean Paul Florens / Henry Florens, pubblicato in Francia
- 1979 – The Touch of Your Lips (SteepleChase Records, SCS 1122) pubblicato in Danimarca
- 1980 – Chet Baker - Steve Houben (Defalle Records, PD 8001) a nome Chet Baker / Steve Houben, pubblicato in Belgio
- 1980 – Chet Baker / Wolfgang Lackerschmid (Sandra Records, SMP 2110) a nome Chet Baker & Wolfgang Lackerschmid, pubblicato in Germania
- 1980 – No Problem (SteepleChase Records, SCS 1131) a nome Chet Baker Quartet, pubblicato in Danimarca
- 1980 – Live in Paris - Night Bird (Circle Records, RK 25680/22) pubblicato in Germania
- 1980 – Daybreak (SteepleChase Records, SCS 1142) pubblicato in Danimarca
- 1980 – Two a Day (All Life Records, AL 007) pubblicato in Francia
- 1980 – Leaving (Intercord Records, INT 160.154) pubblicato in Germania
- 1980 – Once Upon a Summertime (Artist House Records, AH 9411)
- 1980 – Soft Journey (Edipan Records, NPG 805) a nome Chet Baker Meets Enrico Pieranunzi, pubblicato in Italia
- 1981 – My Funny Valentine: Live at the Salt Peanuts Club (Circle Records, RK 23581/24) pubblicato in Germania
- 1981 – Salsamba (Musica Records, MUS 3033) a nome Chet Baker Meets Novos Tempos Group, ripubblicato nel 1991 con il titolo Chet Baker and the Boto Brazilian Quartet
- 1981 – Chet Baker in Paris (1955) Vol. 2 (Blue Star/Barclay Records, 17.2670/5) pubblicato in Spagna
- 1981 – Chet Baker in Paris Vol. 3 (1955-1956) (Blue Star/Barclay Records, 17.2790/6) pubblicato in Spagna
- 1981 – Tune Up: Live in Paris (Circle Records, RK 25680/23) pubblicato in Germania
- 1982 – In Concert (India Navigation Records, IN 1052) a nome Chet Baker Lee Konitz
- 1982 – In Your Own Sweet Way: 'Live' at the Subway Club (Circle Records, RK 22380/26) Live
- 1982 – 'Round Midnight - Chet Baker Live (Circle Records, RK 23581/25)
- 1982 – This Is Always (SteepleChase Records, SCS 1168) Live, a nome Chet Baker Trio, pubblicato in Danimarca
- 1982 – Live in Europe 1956 (Musicdisc Records, JA 5240) raccolta, pubblicato in Francia
- 1982 – Live in Europe 1956, Vol. 2 (Musicdisc Records, JA 5246) raccolta pubblicato in Francia
- 1982 – Studio Trieste (CTI Records, CTI 9007) a nome Chet Baker / Jim Hall / Hubert Laws
- 1982 – Peace (Enja Records, enja 4016) a nome Chet Baker, David Friedman, Buster Williams, Joe Chambers, pubblicato in Germania
- 1983 – Crystal Bells (LDH Records, LDH1009) a nome Jean-Louis Rassinfosse, Chet Baker, Philip Catherine, pubblicato in Belgio
- 1983 – Line for Lyons (Sonet Records, 520390) Live del 18 febbraio 1983 / pubblicato nel Regno Unito
- 1983 – Someday My Prince Will Come (SteepleChase Records, SCS 1180) Live, pubblicato in Danimarca, a nome Chet Baker Trio
- 1984 – Live in Sweden with Åke Johansson Trio (Dragon Records, DRLP 56) Live, pubblicato in Svezia, a nome The Stan Getz Quartet with Chet Baker
- 1984 – At Capolinea (jii Records, jii 5) pubblicato in Italia
- 1984 – Just Friends: 'Live' at the Subway Club (Circle Records, RK 22380/27) Live, pubblicato in Germania, a nome Chet Baker Quartet Featuring Dennis Luxion
- 1984 – 'Round Midnight - Chet Baker Live (Circle Records, RK 23581/25) Live, pubblicato in Germania
- 1984 – Chet Baker 'Live'...I Remember You (Circle Records, RK 23581/28) Live, pubblicato in Germania
- 1984 – Mr. B (Timeless Records, SJP 192) a nome Chet Baker Trio, pubblicato in Europa
- 1984 – The Improviser (Cadence Jazz Records, CJR 1019) Live
- 1985 – Blues for a Reason (Cris Cros Jazz Records, 1010) pubblicato nei Paesi Bassi, a nome Chet Baker Quintet Featuring Warne Marsh
- 1985 – Candy (Sonet Records, SNTF-946) pubblicato in Svezia
- 1985 – Chet's Choice (Criss Cross Jazz Records, 1016) pubblicato nei Paesi Bassi, a nome Chet Baker Trio Featuring Philip Catherine
- 1985 – Chet Baker Plays Vladimir Cosma (Carrere Records, 66 251) pubblicato in Francia
- 1985 – Conception: 'Live' in Paris (Circle Records, RK 27680/32) Live, pubblicato in Germania, a nome Chet Baker Quartet Featuring Karl Ratzer
- 1985 – Diane (SteepleChase Records, SCS 1207) pubblicato in Danimarca, a nome Chet Baker & Paul Bley
- 1985 – Hazy Hugs (Limetree Records, MLP 198601) pubblicato nei Paesi Bassi, a nome The Amstel Octet and Chet Baker
- 1985 – Witch Doctor (Contemporary Records, C-7649) a nome Chet Baker and the Lighthouse All-Stars
- 1986 – Silent Nights (GSR Records, GSR-1986) a nome Chet Baker Christopher Mason
- 1986 – Symphonically (Soul Note Records, SN 1134) a nome Mike Melillo/Chet Baker
- 1986 – September Song (Marshmallow Records, MMLP-105) pubblicato in Giappone, a nome Chet Baker Trio with Duke Jordan
- 1986 – Sings Again (Timeless Records, SJP 238) pubblicato nei Paesi Bassi
- 1986 – Strollin' (Enja Records, enja 5005) Live, pubblicato in Germania
- 1986 – When Sunny Gets Blue (SteepleChase Records, SCS 1221) pubblicato in Danimarca, a nome Chet Baker Quartet
- 1987 – Live at Nick's (Criss Cross Jazz Records, Criss 1027) Live, pubblicato nei Paesi Bassi, a nome Chet Baker Quartet Featuring Phil Markowitz
- 1987 – Love Song (Baystate Records, RJL 8118) pubblicato in Giappone
- 1987 – Rique Pantoja & Chet Baker (WEA Records, 670.0028) pubblicato in Brasile, a nome Rique Pantoja & Chet Baker
- 1987 – Singin' in the Midnight (Polydor Records, 28MJ 3563) pubblicato in Giappone, a nome Chet Baker Quartet
- 1987 – Live at Ronnie Scott's London (Hendring Wadham Records, WHCD003)live a nome Chet Baker Featuring Van Morrison, pubblicato anche con il titolo Nightbird
- 1988 – The Heart of the Ballad (Philology Records, 214 W 20) a nome Chet Baker - Enrico Pieranunzi, pubblicato in Italia
- 1988 – In Memory Of (L+R Records, CDLR 45006) Live a nome Archie Shepp - Chet Baker Quintet, pubblicato in Germania
- 1988 – Originals (Art & Sound Records, as-j 001) a nome Chet Baker/Wolfgang Lackerschmid, pubblicato in Germania
- 1988 – My Favourite Songs - The Last Great Concert (Enja Records, enja 5097 1) Live, pubblicato in Germania
- 1988 – Live from the Moonlight (Philology Records, W 10/11-2) Live, a nome Chet Baker Trio, pubblicato in Italia
- 1988 – Blåmann! Blåmann! (Hot Club Records, HCR 50) a nome Jan Erik Vold og Chet Baker, pubblicato in Norvegia
- 1988 – Chet Baker 'Live' in the Subway Club: Down (Circle Records, RK 223880/35) Live, pubblicato in Germania
- 1988 – Little Girl Blue (Philology Records, 214 W 21) a nome Chet Baker Meets Space Jazz Trio, pubblicato in Italia
- 1988 – Live from the Moonlight (Philology Records, 214 W10/11) Live 2 LP, a nome Chet Baker Trio, pubblicato in Italia
- 1988 – Live in Paris, 1960-63 - Live in Nice, 1975 (France's Concert, FC 123) Live, pubblicato in Francia
- 1988 – Memories: Chet Baker in Tokyo (Paddle Wheel Records, K28P 6491) Live, pubblicato in Giappone e Germania
- 1988 – Chet in Paris Volume 1 (EmArcy Records, 837 474-2) raccolta, pubblicato in Francia
- 1988 – Chet in Paris Volume 2 (EmArcy Records, 837 475-2) raccolta, pubblicato in Francia
- 1988 – Chet in Paris Volume 3 (EmArcy Records, 837 476-2) raccolta, pubblicato in Francia
- 1988 – Chet in Paris Volume 4 (EmArcy Records, 837 477-2) raccolta, pubblicato in Francia
- 1989 – Chet on Poetry (Novus Records, PL 74347) pubblicato in Italia
- 1989 – Live in Rosenheim: Chet Baker's Last Recording as Quartet (Timeless Records, SJP 233) Live, pubblicato nei Paesi Bassi
- 1989 – Cool Cat (Timeless Records, SJP 262) pubblicato nei Paesi Bassi
- 1989 – Four: Chet Baker in Tokyo (Paddle Wheel Records, K28P 6495) pubblicato in Giappone e Germania
- 1989 – The Best Thing for You (A&M Records, CD 0832) pubblicato in Germania
- 1989 – Live in Chateauvallon, 1978 (France's Concert, FC 128) Live, pubblicato in Francia
- 1989 – My Foolish Heart (IRD Records, TDM 002-1) pubblicato in Italia
- 1989 – Chet Baker Sings and Plays from the Film «Let's Get Lost» (Arista Novus Records, 3054-1-N) colonna sonora
- 1989 – Misty (IRD Records, TOM 003-1) pubblicato in Italia
- 1989 – Stella by Starlight (West Wind Records, WW 0033) pubblicato in Italia
- 1989 – Live at the Paris Festival (DIW Products Group, DIW-339) Live, pubblicato in Giappone
- 1989 – Straight from the Heart: The Great Last Concert Vol. II (Enja Records, 6020 1) Live, pubblicato in Germania
- 1989 – Chet Baker 79 (Celluloid Records, CEL 6780) raccolta, a nome Chet Baker Featuring Rachel Gould, pubblicato in Francia
- 1989 – Time After Time (IRD Records, TDM 004-1) pubblicato in Italia
- 1989 – The Route (Pacific Jazz Records, CDP 7 92931 2) raccolta, a nome Chet Baker & Art Pepper, pubblicato in Giappone con il titolo Chet Baker Meets Art Pepper (Pacific Jazz Records, CJ 28-5156)
- 1989 – The Best of Chet Baker Sings (Pacific Jazz Records, CDP 7 92932 2) raccolta, pubblicato anche con i titoli: Chet Baker Sings: The Essential o Let's Get Lost (The Best of Chet Baker Sings)
- 1990 – As Time Goes By: Love Songs (Timeless Records, SJP 251/252) pubblicato in Germania
- 1990 – It Never Entered My Mind... (Circle Records, RK 25680/36) Live, pubblicato in Germania
- 1990 – Jazz 'Round Midnight - Chet Baker (Verve Records, 840 917-2) raccolta
- 1990 – Sings & Plays with Sextet, Quartet and Orchestra (The Entertainers, CD 284) raccolta, pubblicato in Italia
- 1990 – Chet Baker in Paris - Tune Up (West Wind Records, 2037) raccolta, pubblicato in Germania
- 1990 – Inspired by the Motion Picture "Let's Get Lost" (Giants of Jazz, CD 53100) raccolta
- 1990 – Star Eyes (Marshmallow Records, CEJC00212) LP, pubblicato in Giappone (Dicembre 1990)
- 1991 – Inglewood Jam (Time Is Records, TI-9801) a none Bird & Chet
- 1991 – Out of Nowhere (Milestone Records, MCD-9191-2) Live
- 1991 – A Night at the Shalimar Club  (Philology Records, W 59-2) Live, pubblicato in Italia
- 1991 – Burnin' at Backstreet (Fresh Sound Records, FSR-CD 128) Live, pubblicato in Spagna e Svizzera
- 1991 – Live at Buffalo (CCB Productions, CCB/CD 1223) Live
- 1991 – Witchcraft (Object Enterprises Ltd, ORO132) raccolta, pubblicato in UK
- 1991 – Live at Fat Tuesday's (Fresh Sound Records, FSR-CD 131) Live, a nome Chet Baker Quartet with Special Guest Bud Shank, pubblicato in Svizzera
- 1991 – Chet Baker and the Boto Brazilian Quartet (Dreyfus Jazz Records, 849228-2) pubblicato in Francia
- 1991 – At the Forum Theater (Fresh Sound Records, FSRCD-168) raccolta live, pubblicato in Spagna
- 1991 – Just Friends (ARCO Records, ARC 112) pubblicato in Francia
- 1991 – The Best of the Gerry Mulligan Quartet with Chet Baker (Pacific Jazz Records, CDP 7 95481 2) Raccolta
- 1992 – In Bologna (Dreyfus Jazz Records, 191 133-2) Live, pubblicato in Francia
- 1992 – Grey December (Pacific Jazz Records, CDP 7 97160 2)
- 1992 – 20th Anniversary! Enja: Twenty Years in Modern Jazz  (enja Records MW, R2 79676)
- 1992 – Brussels 1964 (Landscape Records, LS2-920) a nome Chet Baker Quintet, pubblicato in Francia
- 1992 – Haig '53 - The Other Piano Less Quartet (Philology Records, W 98.2) a nome Chet Baker & Stan Getz, pubblicato in Italia
- 1992 – Ensemble and Sextet (Fresh Sound Records, FSRCD 175)
- 1992 – L.A. Get-Together! (Fresh Sound Records, FSCD-1022) a nome Stan Getz and Chet Baker
- 1992 – The Best of Chet Baker Plays (Capitol Records, CDP 7 97161 2)
- 1992 – Plays and Sings the Great Ballads (CEMA Special Market, S21-57586)
- 1992 – Together (Epic Records, 472984 2) raccolta, pubblicato in UK
- 1992 – Live at Pueblo, Colorado 1966 (CCB Productions Records, CCB 1225) Live
- 1993 – Chet Baker in Europe (b&w, bwcd 001) pubblicato in Germania
- 1993 – Young Chet (Gitanes Jazz Productions, 516 518-2) 2 CD, pubblicato in Francia
- 1993 – Italian Movies (Liuto Records, LRS 063/1) a nome Chet Baker - Piero Umiliani, pubblicato in Italia
- 1993 – The Best of Chet Baker (Dixie Live, DLCD 4020) pubblicato in Italia
- 1993 – My Funny Valentine - Seven Faces of Valentine (Philology Records, W 30-2) pubblicato in Italia
- 1993 – Isn't It Romantic? (Jazz Hour Records, JHR 73573) pubblicato in Portogallo
- 1993 – A Trumpet for the Sky - Club 21, Paris - Vol. 2 (Philology Records, W 56.2) Live, pubblicato in Italia
- 1993 – Nightbird (Castle Classics Records, CLACD 333) Live, a nome Chet Baker Featuring Van Morrison
- 1993 – Carnegie Hall Concert (Globo/Columbia Records, 423.032 A / 423.032 B) a nome Gerry Mulligan / Chet Baker, live, pubblicato in Brasile
- 1994 – But Not for Me: A Chet Baker Studio Discovery (Stash Records Inc., ST-CD-584)
- 1994 – My Funny Valentine (Pacific Jazz Records, 2 7243 8 28262 2 4) pubblicato in Italia
- 1994 – Chet Baker / Wolfgang Lackerschmid (Inak Records, inak 857 CD) pubblicato in Germania
- 1994 – The Pacific Jazz Years (Pacific Jazz Records, CDP 0777 7 89292 2 2) Raccolta 4 CD
- 1994 – Sings and Plays (Cameo Records, CD 3512) raccolta, pubblicato in Europa
- 1994 – Verve Jazz Masters 32 (Verve Records, 516 939-2)
- 1994 – In Italy (Philology Records, W 81.2) Dicembre 1994
- 1995 – Live at the Haig 1953 (Fresh Sound Records, FSRCD 8001) Live, pubblicato in Spagna a nome Stan Getz Chet Baker Quartet
- 1995 – Embraceable You (Pacific Jazz Records, CDP 7243 8 31676 2 3) Registrazioni del 1957
- 1995 – The Legacy - Vol. 1 (Enja Records, ENJ-9021 1) pubblicato in Germania
- 1995 – Young Chet (Pacific Jazz Records, CDP 7243 8 36194 2 9) Raccolta
- 1995 – Autumn in New York (Jazz Time Records, JTM 8123) pubblicato in Portogallo
- 1995 – Starlight (I Grandi della Musica Jazz, GJH 0013) pubblicato in Italia
- 1996 – Chet Baker in Tokyo (Evidence Records, ECD 22158-2) Raccolta, 2 CD
- 1996 – Blue Notables Vol. 2: Mr. Cool - The Great West Coast Recordings of Chet Baker (Blue Note Records, 7243 8 53224 2 6) pubblicato in UK
- 1996 – The Art of Chet Baker & Art Pepper (Giants of Jazz, CD 53246) raccolta, pubblicato in Italia
- 1996 – The Rising Sun Collection (Just a Memory, RSCD 0010) pubblicato in Canada
- 1996 – The Legacy - Vol. 2 - I Remember You (enja Records, ENJ-9077 2) pubblicato in Germania
- 1996 – Lonely Star (The Prestige Sessions) (Prestige Records, PRCD-24172-2) raccolta
- 1996 – This Is Jazz 2 (Columbia Records, CK 64779) raccolta
- 1996 – Stairway to the Stars (The Prestige Sessions) (Prestige Records, PRCD-24173-2) raccolta
- 1996 – In a Soulful Mood (Music Club Records, 50017) raccolta
- 1997 – Jazz Profile: Chet Baker (Blue Note Records, CDP 7243 8 54902 2 4) raccolta
- 1997 – Chet Baker Live in Tokyo (Paddle Wheel Records, KICJ 8231/2) Live, 2 CD
- 1997 – White Blues (Camden Records, 74321 451892) raccolta, pubblicato in Europa
- 1997 – Songs for Lovers (Pacific Jazz Records, CDP 7243 8 57158 2 2) raccolta
- 1997 – West Coast Live (Pacific Jazz Records, CDP 7243 8 35634 2 5) raccolta Live, 2 CD
- 1997 – Original Jazz Classics Collection (Original Jazz Classics, OJCX 001) raccolta, pubblicato in UK
- 1997 – There'll Never Be Another You (Timeless Records, CD SJP437) a nome Chet Baker, Philip Catherine, pubblicato nei Paesi Bassi
- 1997 – Live at Ronnie Scott's (Toshiba EMI, TSL0088) a nome Chet Baker, Elvis Costello, Van Morrison
- 1998 – Chet & Toots (Dragon Records, DRCD 333) a nome Åke Johansson Trio With Chet Baker & Toots Thielemans, pubblicato in Svezia
- 1998 – Chet Baker (Original Jazz Classics, OJCCD 0003-2) raccolta, pubblicato in Europa
- 1998 – The Legacy - Vol. 3 - Why Shouldn't You Cry (Enja Records, ENJ-9337 2) pubblicato in Germania
- 1998 – Chet Baker Original Jazz Classics Collection (Original Jazz Classics, OJCDY 9002-2) raccolta, pubblicato in Germania
- 1998 – The Stockholm Concerts (Verve Records, 537 555-2) raccolta 3 CD, a nome Stan Getz & Chet Baker, pubblicato in Europa
- 1998 – The Art of the Ballad (Prestige Records, PRCD 11011-2) raccolta, pubblicato in Europa
- 1998 – Quintessence Volume 1 (Concord Records, CCD-4807-2) a nome The Stan Getz Quartet with Chet Baker
- 1998 – The Song Is You (SAAR Records, CD 61009) raccolta, pubblicato in Italia
- 1999 – The Chet Baker Collection (HMV Jazz Records, 7243 5 20861 2 2) raccolta, pubblicato in UK
- 1999 – Classic Performances (Retro Records, 40-86) raccolta, 2 CD, pubblicato in Europa
- 1999 – Still in a Soulful Mood (Music Club Records, MCCD 412) raccolta, pubblicato in UK
- 2000 – This Time the Dream's on Me (Chet Baker Quartet Live - Volume 1) (Pacific Jazz Records, 7243 5 25248 2 2) raccolta
- 2000 – In Paris - A Selection of the Legendary Barclay Sessions 1955-1956 (Verve Records, 314 543 547-2) raccolta
- 2000 – Plays It Cool (Metro Records, METRCD014) raccolta, pubblicato in UK
- 2000 – Live at New Morning (M & I, MYCJ-30071) Live, pubblicato in Giappone
- 2001 – My Old Flame (Chet Baker Quartet Live - Volume 3) (Pacific Jazz Records, 7243 5 31573 2 6) raccolta
- 2001 – The Best of Chet Baker (Blue Note Records, 72435-24357-2-2) raccolta
- 2001 – My Funny Valentine (Prism Leisure, PLATCD 677)
- 2001 – Out of Nowhere (Chet Baker Quartet Live - Volume 2) (Pacific Jazz Records, 7243 5 27693 2 2) raccolta
- 2001 – Moonlight Becomes You (Past Perfect Silver Line, 205754-203) raccolta
- 2002 – The Definitive Chet Baker (Blue Note Records, 7243 5 40039 2 9) raccolta
- 2002 – Deep in a Dream - The Ultimate Chet Baker Collection (Pacific Jazz Records, 7243 5 35937 2 8) raccolta
- 2003 – Chet for Lovers (Verve Records, B0000276-02) raccolta
- 2003 – Chet Baker Sings, Plays Live at the Keystone Korner (HighNote Records, Inc., HCD 7112)
- 2003 – Chet Baker Forever (Amigo Records, FOR 002) raccolta, pubblicato in Svezia
- 2003 – The Legacy - Vol. 4 - Oh You Crazy Moon (Enja Records, ENJ-9453 2) pubblicato in Germania
- 2003 – 1953-1974 (Columbia Records, SMM5096102) raccolta, pubblicato in Francia
- 2003 – Le poète du Jazz - L'anthologie définitive (Capitol Records, 7243 581697 2) raccolta, pubblicato in Francia
- 2003 – My Funny Valentine (Soldore Records, SOL 614) raccolta, pubblicato in Europa a nome Chet Baker/Gerry Mulligan
- 2004 – Chet Baker for Café Après-Midi (Pacific Jazz Records, TOCP-67409) raccolta, pubblicato in Giappone
- 2005 – The Early Years (Proper Records, PROPERBOX 84) raccolta 4 CD, pubblicato in UK
- 2005 – Chet Baker: The Very Best (Pacific Jazz Records, 7243 4 77385 2 4) raccolta, pubblicato in Europa
- 2005 – The Chet Baker Story (Fantasy/Prestige/Riverside/Galaxy/Jazzland Records, HOER 9000) raccolta 2 CD, pubblicato in Germania
- 2005 – Career 1952-1988 (Shout! Factory Records, D2K 30930) raccolta
- 2005 – Conservatorio Cherubini (Complete Concert) (Lone Hill Jazz, LHJ10111) raccolta 2 CD, pubblicato in Andorra
- 2005 – Time After Time (Quadromania Records, 222405-444) raccolta 4 CD, pubblicato in Germania
- 2005 – Easy to Love (Saga Records, 983 010-7) raccolta, pubblicato in Europa
- 2005 – Each Day Is Valentine's Day (Pacific Jazz Records, 09463 41430 2 8) raccolta, pubblicato in Europa
- 2005 – Jazz Moods - Cool (Columbia/Legacy Records, CK 93642) raccolta
- 2006 – Chet Baker Sings and Plays Jazz Standards (Disky Records, SI 903625) raccolta, pubblicato in Europa
- 2006 – Riverside Profiles: Chet Baker (Riverside Records, RCD-30073-2) raccolta
- 2006 – On the Road - Chet Baker Quartet Live! in L.A. & Boston '54 (Giant Step Records, GSCR014) raccolta 2 CD, pubblicato in UK
- 2006 – First Class Jazz (Emi Music Belgium, 0946 3 52117 2 6) raccolta, pubblicato in Belgio
- 2007 – Too Cool (Hearmusic the Sound of Starbucks, 70434-77197-2-1) raccolta
- 2007 – Indian Summer (The Complete 1955 Concerts in Holland) (Nederlands Jazz Archief, NJA0701) Live, pubblicato nei Paesi Bassi
- 2007 – Irresistible You (Edel Records, 0181382ERE) raccolta, pubblicato in Germania
- 2008 – Finest (Dopeness Galore, DG 2 006) raccolta, pubblicato nei Paesi Bassi
- 2008 – Complete New Morning Performances (Jazz Lips Records, JL754) raccolta 2 CD, pubblicato in Europa, a nome Chet Baker & Duke Jordan Trio/Quartet
- 2008 – Chet in Chicago - The Legacy Vol. 5 (Enja Records, ENJ-9524 2) pubblicato in Germania
- 2009 – Live at the Subway Club (Jazz Row Records, JR 655) raccolta live, a nome Chet Baker Quartet
- 2010 – Sings & Strings (Vinyl Passion Records, VP 80110) raccolta 2 LP, pubblicato in Europa
- 2010 – The Complete Legendary Sessions (American Jazz Classics, 99 005) raccolta a nome Chet Baker/Bill Evans
- 2010 – Back Home! (The Complete Studio Master Takes July 56-July 59) (Le Chant du Monde, 5741890.99) raccolta 10 CD, pubblicato in Europa
- 2010 – The Sesjun Radio Shows (T2 Entertainment, PRCD2010091) 2 CD, pubblicato nei Paesi Bassi
- 2010 – The Mellow Sound of Chet Baker (Concord Music/Riverside Records, 0888072318663) raccolta, pubblicato in Germania
- 2011 – At the Salt Peanuts Club 1981 (Domino Records, 891217) raccolta 2 CD, pubblicato in Europa
- 2011 – I Can't Get Started (Live in Palermo 1976) (Gambit Records, 69287) Live, pubblicato in Europa
- 2011 – Essential Early Recordings (Primo Records, PRMCD 6127) raccolta 2 CD, pubblicato in Europa
- 2011 – The Riverside & Jazzland Albums (Riverside Records, 0600753364130) raccolta 7 CD, pubblicato in Europa
- 2012 – The Ultimate Chet Baker (Blue Note Records, 50999 9155092 7) raccolta 2 CD, pubblicato in Europa
- 2013 – Chet Baker Vol.2 Seven Classic Albums (Real Gone Records, RGJCD436) raccolta, 4 CD
- 2018 – Portrait in Jazz by William Claxton (Jazz Images) raccolta, 18 CD, pubblicato in Europa

## Filmografia
- Audace colpo dei soliti ignoti, regia di Nanni Loy (1959) (collaborazione alla musica)
- Urlatori alla sbarra, regia di Lucio Fulci (1960) (attore, nella parte di sé stesso)
- Ore rubate, regia di Daniel Petrie (1963) (musica)
- Tromba Fredda, regia di Enzo Nasso (1963) (attore e musica)
- Nudi per vivere, regia di Elio Montesti, pseudonimo collettivo per Elio Petri, Giuliano Montaldo e Giulio Questi (1964) (musica)
- Notte più lunga, regia di José Bénazéraf (1964) (musica)
- Let's Get Lost - Perdiamoci, regia di Bruce Weber (1988) (musica)
- Born to Be Blue, regia di Robert Budreau (2015) (biopic)